# Rejon duchowszczyński
Rejon duchowszczyński (ros. Духовщинский район) – rejon w Rosji, w obwodzie smoleńskim, z siedzibą w Duchowszczinie.

## Historia
Ziemie obecnego rejonu duchowszczyńskiego w latach 1508–1514 i 1611–1654 znajdowały się w województwie smoleńskim, w Rzeczypospolitej Obojga Narodów. Od 1654 w granicach Rosji.

## Warunki naturalne
Rejon obejmuje część Parku Narodowego Pojezierza Smoleńskiego.